# Coolgardie Shire
Coolgardie Shire är en kommun i regionen Goldfields-Esperance i Western Australia. Kommunen har en yta på 30 400 km², och en folkmängd på 3 999 enligt 2011 års folkräkning. Huvudort är Coolgardie, men folkrikast är Kambalda.